# Victor Pettersson
Victor Alfred Pettersson, född 17 mars 1849 i Helsingfors, död där 8 september 1919, var en finländsk tidningsman och författare. Han var far till Vicke Pettersson och Johan Alfred Pettersson, känd som Jonas Peson. 
Pettersson var från 1888 utgivare av det folkliga veckobladet Lördagskväll/Lördagen (pseudonymen Lördags-Pelle). Han skrev även böckerna Bilder ur Skatuddslifvet i forna dagar (1881) och Den gamle polisgevaldigerns berättelser (1884) samt bland annat reseskildringar och kåserier.